# Kilíkiai jegenyefenyő
A kilíkiai jegenyefenyő (kisázsiai jegenyefenyő, Abies cilicica) a jegenyefenyők (Abies) Abies fajcsoportjának egyik tagja.

## Származása, elterjedése
Anatólia déli részén, a Toros-hegység mészkőbércein nő. Magyarországon arborétumokban látható.

## Megjelenése, felépítése
Jó helyen 15–50 m magasra nőhet. Koronája karcsú, kúpos; gyakran tornyos alakot ölt, mivel oldalágai meredeken ereszkednek. Világosszürke kérge sokáig sima, később mélyen berepedezik. Érett hajtásai sárgásbarnák.
Az európai fajok többségétől jól megkülönböztetik hosszabb tűi és nagy, vöröslő vagy ritkábban zöldes, sárgás árnyalatú, rejtett felleveles tobozai.
1,5–4 cm-es tűlevelei ritkásan, lazán nőnek a törpehajtásokon. Az alsó ágakon fésűszerűen síkba hajlanak, a hajtástengely fölött pedig előre – ezek kissé rövidebbek. A levelek ívesen hajlottak, csúcsuk párhuzamos élből lekerekedő vagy finoman kicsípett. Alsó oldaluk fehérszürkén (nem ezüstösen) két sávos, de (jellemzően a csúcs alatt) a felső oldalon is van egy sor légzőnyílásuk. A 16–30 cm hosszú tobozok hengeresek; felleveleik csúcsa olykor kissé kiáll.

## Életmódja, termőhelye
A Toros-hegységben  cédrusokkal elegyesen növő örökzöld.
Meszes talajon is szépen fejlődik. Fiatalon kissé fagyérzékeny, mert korán fakad. A szárazságot jól tűri, de igazán jól csak nedvesebb környezetben gyarapodik.